# Theridion agrarium
Theridion agrarium är en spindelart som beskrevs av Claude Lévi 1963. Theridion agrarium ingår i släktet Theridion och familjen klotspindlar. Inga underarter finns listade i Catalogue of Life.